# Tonkabohnenbaum

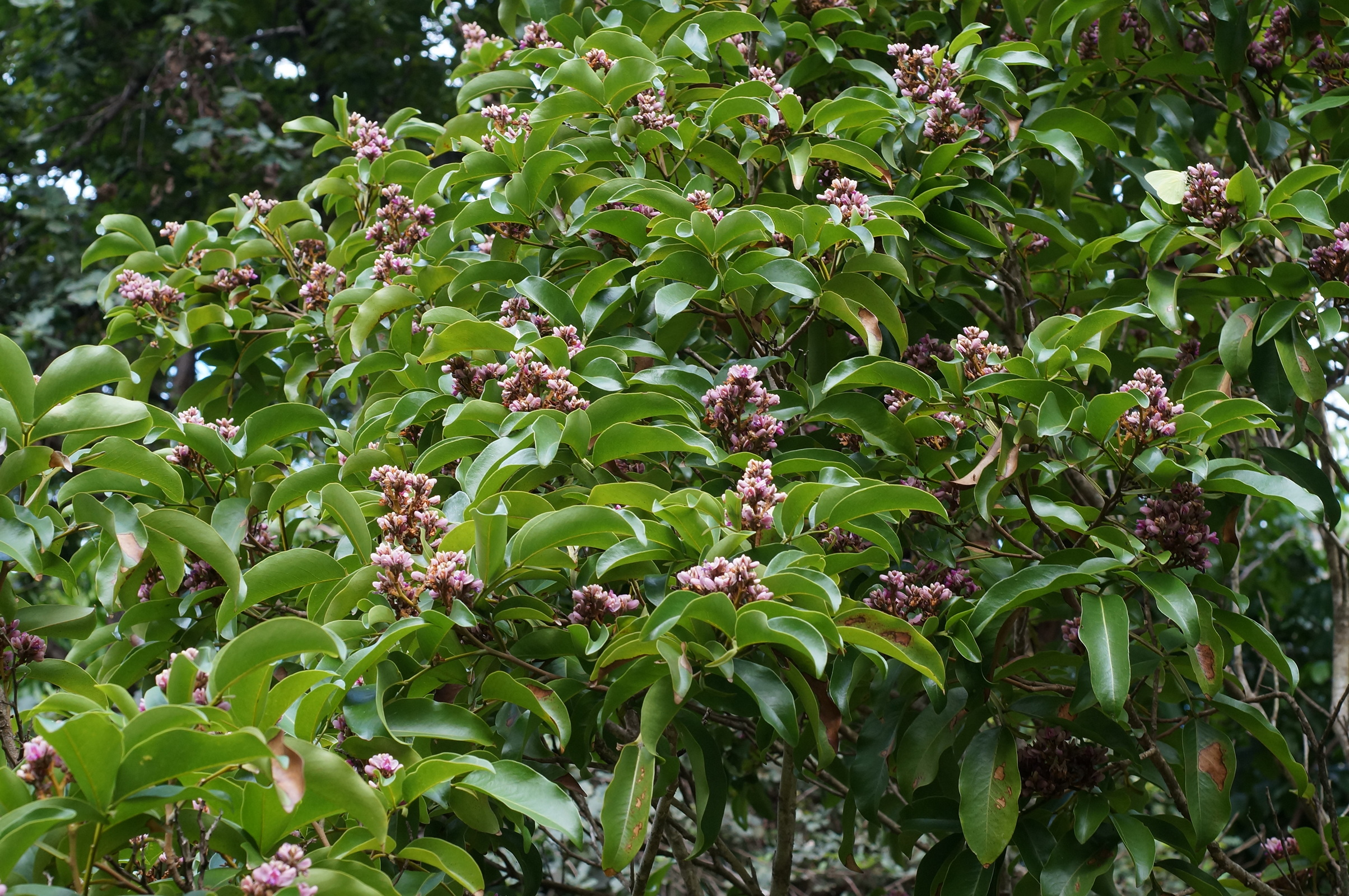
Dipteryx odorata blühend

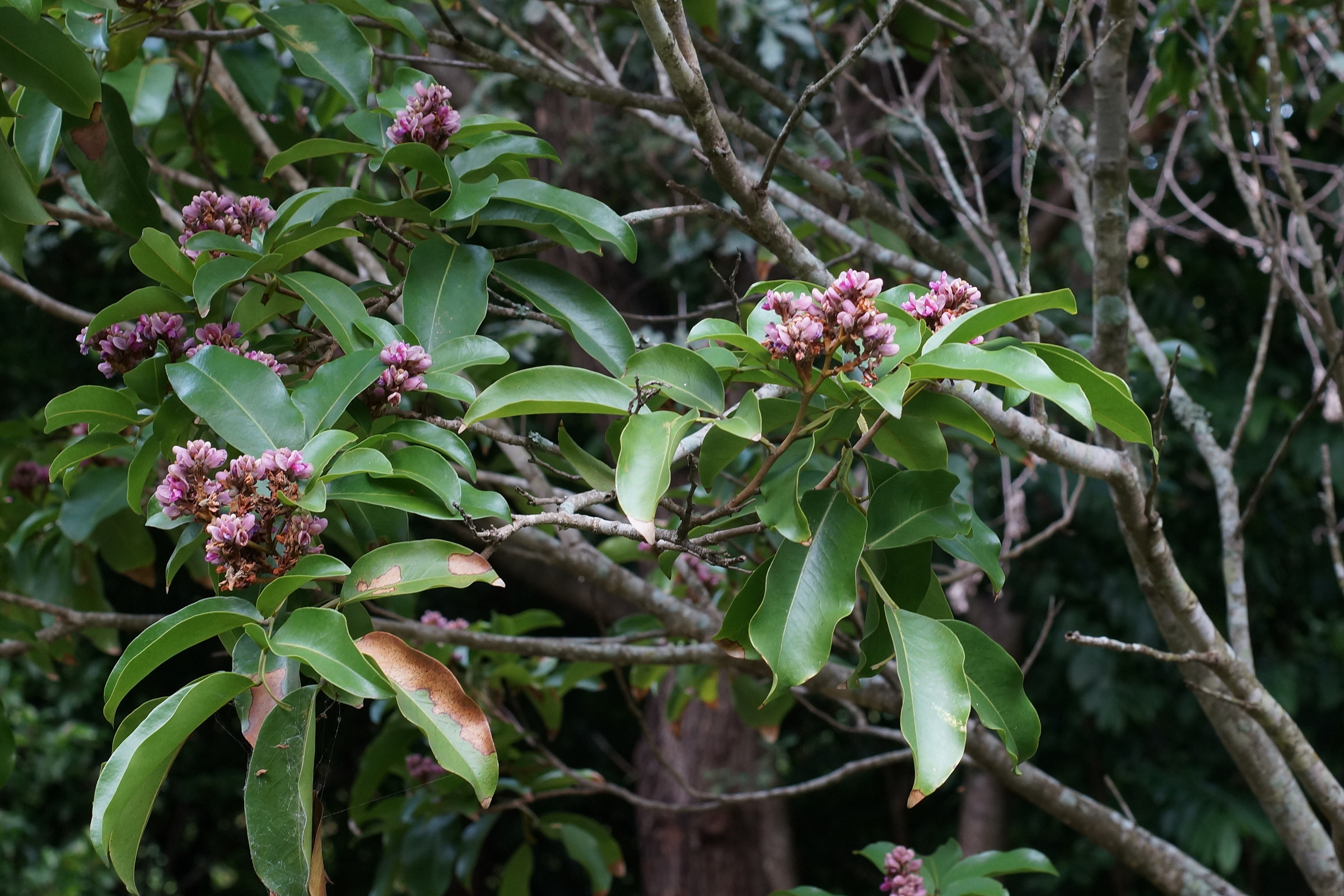
Blühender Tonkabohnenbaum

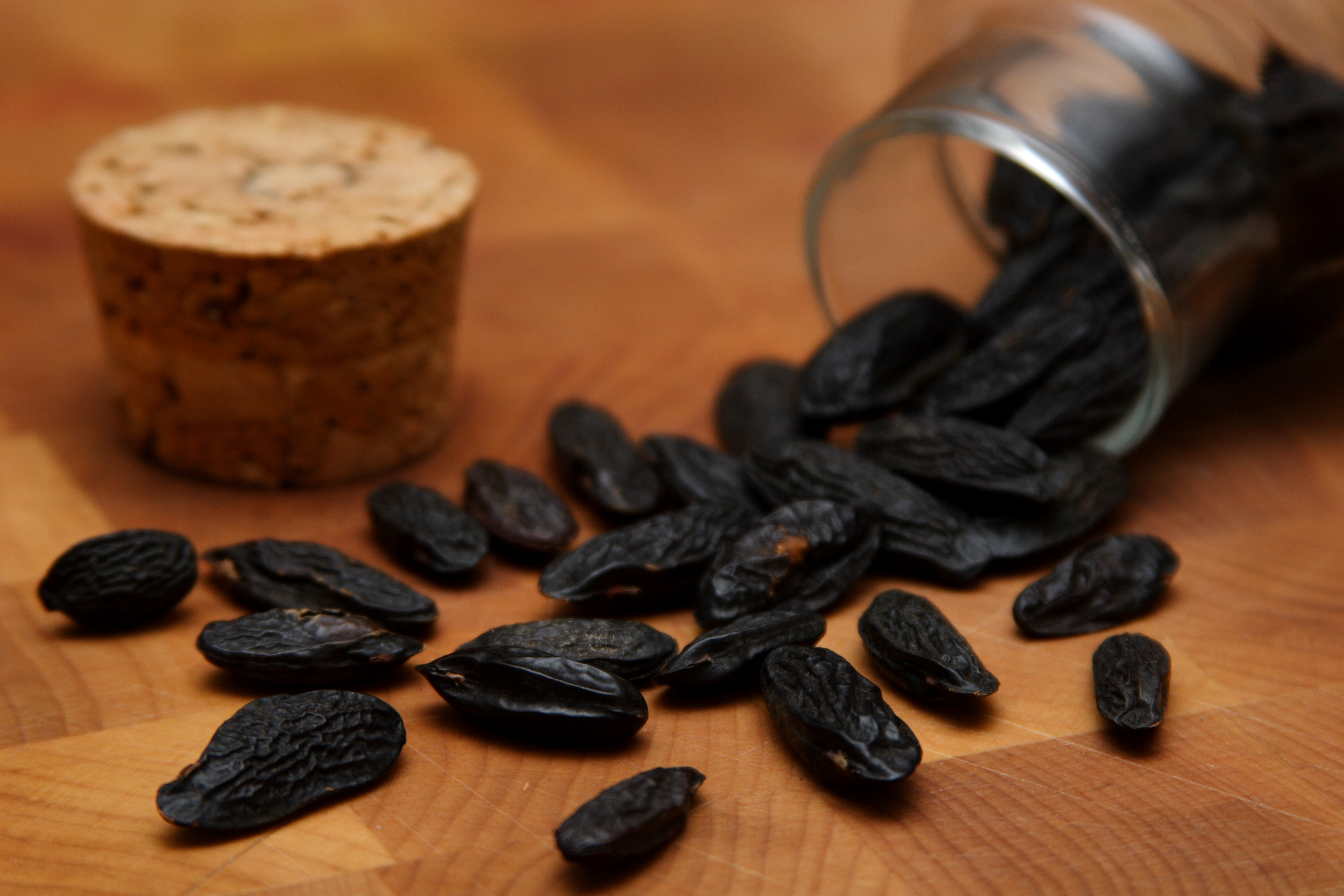
Tonkabohnen

Der Tonkabohnenbaum (Dipteryx odorata), auch Toncabaum oder Sarrapia genannt, ist eine Pflanzenart aus der Gattung Dipteryx in der Unterfamilie der Schmetterlingsblütler (Faboideae) innerhalb der Familie der Hülsenfrüchtler (Fabaceae). Sie kommt im nördlichen Südamerika vor. Ein Anbau erfolgt in Südamerika, auf Trinidad und im tropischen Afrika. Die Samen dieser Art werden Tonkabohnen (englisch Dutch tonka-bean) genannt und in der Küche verwendet; es finden sich auch die Bezeichnungen Tonca-, Tongo- oder Tonkobohnen, wobei auch generell die Samen der Gattung Dipteryx als Tonkabohnen bezeichnet werden. 
Das Wort „tonka“ ist der Galibi (Carib)-Sprache entnommen, die von den indigenen Ureinwohnern von Französisch-Guayana gesprochen wird; es erscheint auch in Tupi, einer anderen Sprache derselben Region, wie der Name des Baumes. Der alte Gattungsname, Coumarouna, wurde von einem anderen Tupi-Namen für Baum, „cumarú“, gebildet.

## Beschreibung

### Vegetative Merkmale
Der Tonkabohnenbaum wächst bis zu 25–30 Meter hoch, mit einem Stammdurchmesser von bis zu einem Meter. Die Borke ist anfänglich glatt und fleckig, später furchig und gräulich, während das Holz rötlich-braun ist.
Der Baum hat wechselständige, unpaarig gefiederte, bis 20 cm lange und 8 cm breite, gestielte Blätter, mit 3 bis 8 eiförmigen bis elliptischen oder verkehrt-eiförmigen, gelegentlich ungleichen, ledrigen, glänzenden und dunkelgrünen Blättchen. Die Rhachis ist leicht geflügelt und an der Spitze in eine Verlängerung ausgehend. Die kahlen Blättchen sind kurz gestielt, ganzrandig und bespitzt bis spitz. Die Nervatur ist fein gefiedert.
Er bevorzugt schattige Standorte mit hoher Luftfeuchtigkeit, er toleriert nährstoffarme, durchlässige Böden, gedeiht aber am besten auf humusreichen Böden. Er ist eine Calcifuge (Kalkmeider) und bildet Brettwurzeln.

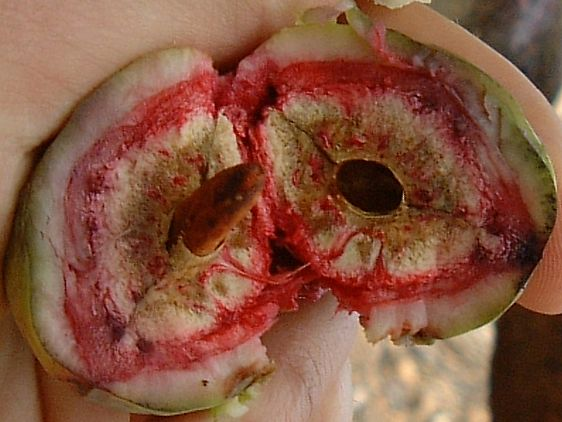
Tonkafrucht

### Generative Merkmale
Die vielblütigen, rispigen Blütenstände sind etwa 5–9 cm lang. Die kleinen, duftenden, weiß, rosa und zwittrigen Schmetterlingsblüten sind zygomorph mit zwei bräunlichen, flügeligen Kelchblättern. Die 10 Staubblätter sind zweibündelig verwachsen und Dipteryx odorata wird von Insekten bestäubt.
Jede entwickelte eiförmige bis ellipsoide, anfangs grüne, später bräunliche, glatte Steinfrucht von 5–10 cm Länge und 3–6 cm Breite, enthält einen mandelförmigen, harten, ledrig-holzigen, rötlich-braunen, rund 3–5 cm langen und 1–2 cm breiten Samen, der in einem faserigen Perikarp liegt. Der Kern besteht aus zwei ölhaltigen, cremefarbenen Kotyledonen, zwischen denen Cumarin-Schichten lagern. Das wenige, gelbe Fruchtfleisch ist klebrig und geschmacklos, mit schlechtem Geruch.

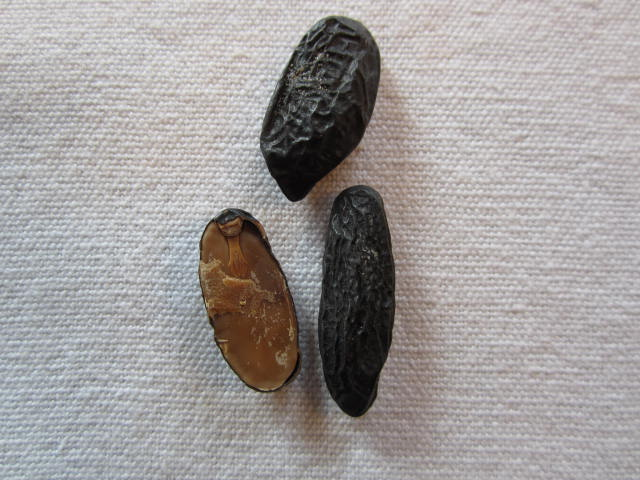
Tonkabohnen; eine Tonkabohne aufgeschnitten

Der getrocknete, dunkelbraune bis schwarze Samen mit einer schrumpeligen Oberfläche wird als Tonkabohne bezeichnet. Tonkabohnen sind hocharomatisch, duften süß und erinnern im Aroma an Vanille und Waldmeister.
Die schlimmsten Schädlinge sind die Fledermäuse, aber auch Vögel (Papageien), weil sie das breiige Fruchtfleisch fressen, allerdings dient dies auch gleichzeitig der zoochoren Verbreitung der Samen (Dysochorie). Einige bekannte Pilze können zu Problemen führen: Anthostomella abdita, Diatrype ruficarnis, Macrophoma calvuligera und Myiocopron cubense. Die Samen können nicht gekeimt werden wie die meisten Regenwaldsamen, sie sind nur eine kurze Zeit lebensfähig und haben keine „Ruheperiode“. Eine Vermehrung wird durch Marcottage, Knospung und Stecklinge erreicht.

## Verbreitung
Das weite natürliche Verbreitungsgebiet reicht von Venezuela über Französisch-Guayana, Guyana sowie Surinam und die Brasilianischen Bundesstaaten östliches Amazonas, nördliches Mato Grosso sowie Pará bis Kolumbien und das östliche Peru. Ein Anbau erfolgt in Kenia, Nigeria, Trinidad, Venezuela und Brasilien. Die Samen des Tonkabaums fanden ihren Weg gegen Ende des 18. Jahrhunderts nach Europa und der Tonkabaum wurde in Frankreich in Gewächshäusern kultiviert.

## Taxonomie
Die Erstveröffentlichung erfolgte 1775 unter dem Namen (Basionym) Coumarouna odorata durch Jean Baptiste Christophe Fusée Aublet in Histoire des Plantes de la Guiane Françoise, Band 2, S. 740–742, Tafel 296. Die Neukombination zu Dipteryx odorata wurde 1802 durch Carl Ludwig von Willdenow in Species Plantarum, 4. Aufl., Band 3, Teil 2, S. 910 veröffentlicht. Weitere Synonyme für Dipteryx odorata (Aubl.) Willd. sind: Coumarouna tetraphylla (Benth.) Aubl., Dipteryx tetraphylla Benth.

## Ökologie
Durch ihre schiere Größe – die Baumwipfel ragen oft weit über das übrige Kronendach hinaus – werden Tonkabohnenbäume überproportional zum Ziel von Blitzeinschlägen. Den Bäumen selbst schaden die Stromschläge nicht immer, oft wird der Strom den Stamm hinab und gezielt in die umliegende Vegetation geleitet, die dadurch stark geschädigt wird. Zwar sterben über die Hälfte der Bäume an den Verbrennungen, bei den überlebenden werden auf diese Weise effektiv parasitäre Kletterpflanzen beseitigt.

## Verwendung

### Tonkabohnen
Tonkabohnen haben einen süßlichen, leicht bitteren, der Vanille ähnlichen Geschmack und werden deshalb als Vanilleersatz verwendet. Als Gewürz werden sie sehr sparsam in Desserts verwendet, die häufig auf Mohn oder Kokos basieren, ebenso nutzt man sie in Gebäck. Die Tonkabohnen als Gewürz sind von der Spitzengastronomie wiederentdeckt worden. Sie sind sehr hart und werden am besten mit einer Muskatreibe abgerieben oder 1–2 Bohnen mit einem Liter Milch ca. 10 Minuten gekocht und über Nacht stehen gelassen. Für Desserts auf Sahne- oder Milchbasis werden die Bohnen etwa zehn Minuten ausgekocht (sie können bis zu zehnmal verwendet werden). Ebenso können sie auch in Rum eingelegt werden. Wegen des Gehalts an Cumarin (2 bis 3 %), das im Verdacht steht, krebserregend zu sein, ist der Gebrauch zurückgegangen. Auch wird daraus Tonkabohnenöl hergestellt.
Falsche Tonkabohnen (English tonka-bean) stammen von Taralea oppositifolia (kleiner Tonkabaum), Taralea cordata, diese sind kleiner. Auch sogenannte punktierte Tonkabohnen Dipteryx punctata sowie Dipteryx rosea und Dipteryx polyphylla, Dipteryx alata liefern cumarinhaltige Bohnen. Als Tonkabohnenersatz gelten auch die Samen von Amburana cearensis. Fast geruchlos sind die Samen von Dipteryx oleifera.
Die Verwendung der Tonkabohne zur Zubereitung in Lebensmitteln war in Deutschland ab 1981 zeitweise verboten. Seit 1991 existiert dieses Verbot in eingeschränkter Form. Die Verwendung der Tonkabohne ist nur erlaubt, wenn die zulässigen Höchstwerte für Cumarin in der zubereiteten Speise nicht überschritten werden. Cumarin gehört als Toxin laut Verordnung (EG) Nr. 1334/2008 (Aromenverordnung) zu den Stoffen, die Lebensmitteln nicht als solche zugesetzt werden dürfen (Anhang III, Teil A der Aromenverordnung) und unterliegt bestimmten Höchstmengen, wenn es von Natur aus in Aromen oder Lebensmittelzutaten mit Aromaeigenschaften vorkommt (Anhang III, Teil B). Die zulässigen Höchstmengen liegen je nach Art des Lebensmittels zwischen 5 mg/kg bei Dessertspeisen und 50 mg/kg bei traditionellen und/oder saisonalen Backwaren, bei denen Zimt in der Kennzeichnung angegeben ist. Die Höchstgrenzen gelten für Cumarin als Aromastoff in Lebensmitteln, nicht jedoch bei der Verwendung als Riechstoff, wie beispielsweise in Parfums oder Kerzen.
In den Vereinigten Staaten von Amerika ist die Verwendung der Tonkabohne in Lebensmitteln durch die Food and Drug Administration untersagt.
Die Tonkabohnen finden neben der Zubereitung von Lebensmitteln und Speisen bei der Herstellung von Parfüms ihre Verwendung. Der duftende Extrakt der Tonkabohne wird durch Alkoholextraktion der getrockneten Bohnen gewonnen. Dem Duft der Tonkabohne wird eine hypnotische, erotisierende Wirkung nachgesagt, er findet häufig bei der Herstellung von Herrenparfums und der Aromatisierung von Tabak Verwendung. Die Bohnen können auch als Räuchermittel verwendet werden, sie werden frisch zu Pulver zermahlen und Räuchermischungen in kleinen Mengen beigegeben. Beim Verbrennen verströmen die Tonkabohnen einen süßlich-würzigen Duft (ähnlich wie Mandel und Vanille).
Im frühen 19. Jahrhundert beobachtete Alexander von Humboldt, dass die Wäsche in Venezuela wunderbar duftete, weil man in Caracas die Bohnen zwischen die Wäsche legt, damit sie einen angenehmen Duft erhält.
In Südamerika werden ihr große magische und heilende Kräfte zugesprochen, als Schutzamulett gegen Krankheiten, in der Geldbörse für Wohlstand und Erfolg sowie zur Erfüllung von Wünschen.

### Holz
Das Holz wird als Cumarú oder Brasilianisches Teakholz bezeichnet und ist sehr begehrt.
Das schwere (Rohdichte 1100 kg/m3) und sehr dauerhafte Eisenholz (Cumarú) ist nur in geringen Mengen verfügbar und kommt hauptsächlich für tragende Konstruktionen im Außenbau sowie im Garten- und Landschaftsbau zur Anwendung. Es ist gelbbraun oder rotbraun und es ist billiger als Teak oder Ipé. Substitute von Cumarú sind Bongossi, Bangkirai, Okan (Denya) Cylicodiscus gabunensis, Mukulungú Autranella congolensis und Moabi Baillonella toxisperma. →DIN EN 13556
Dank der sehr guten Resistenz gegen holzverfärbende und holzzerstörende Pilze sowie Insekten kann das unbehandelte Holz langfristig im Außenbau eingesetzt werden. Als Konstruktionsholz im Außenbau für mechanisch und biologisch höchst beanspruchte Anwendungen mit mäßigen Anforderungen an die Maßhaltigkeit, z. B. Schwellen, Brücken- und Schiffsbau, Schleusen, Schwimmstege, Wasserbau (nur Süßwasser), Containerböden, Terrassendielen; nach sorgfältiger Sortierung und Trocknung gut geeignet für hochbelastete Fußböden, z. B. in Werkhallen von Handwerk- und Industrieanlagen.

## Sonstiges
Nach der Tonkabohne wurden während des Dritten Reiches mehrere Raketentreibstoffe benannt.